# WrestleMania XI
WrestleMania XI — одиннадцатая по счёту WrestleMania, PPV-шоу производства американского рестлинг-промоушна World Wrestling Federation (WWF, ныне WWE). Шоу прошло 2 апреля 1995 года на арене «Хартфорд Цивик-центр» в Хартфорде, Коннектикут, США.
В главном событии встретились бывший полузащитник НФЛ Лоуренс Тейлор и Бам Бам Бигелоу, матч, который стал результатом ссоры, произошедшей между ними на Royal Rumble 1995 года. Тейлор выиграл матч, в результате чего Бигелоу был исключен из «Корпорации миллионов долларов» Теда Дибиаси. Шон Майклз встретился с чемпионом WWF Дизелем в матче за титул, но не смог завоевать его.
Матч между Тейлором и Бигелоу принес WWF широкое освещение в СМИ. Реакция на матч была неоднозначной; некоторые люди считали, что Тейлор выступил на удивление хорошо для не рестлера. Другие считали, что WWF, заставив футболиста победить рестлера, выставила рестлинг в плохом свете. Отзывы о событии в целом также были неоднозначными, его называли и худшей WrestleMania всех времен, и событием, которое спасло WWF.

## Результаты
| №                               | Результаты | Условия                                                    | Время |
| ------------------------------- | --- | ---------------------------------------------------------- | ----- |
| 1                               | «Союзные силы» (Лекс Люгер и Британский Бульдог) победили «Братьев Блю» (Джейкоб Блю и Элай Блю) (с Дядей Зебекией) | Командный матч                                             | 6:34  |
| 2                               | Рейзор Рамон (с 1-2-3 Кидом) победил Джеффа Джарретта (c) (с Роади) по дисквалификации | Одиночный матч за титул интерконтинентального чемпиона WWE | 13:32 |
| 3                               | Гробовщик (с Полом Берером) победил Кинг-Конга Банди (с Тедом Дибиаси) | Одиночный матч, специальный рефери — Ларри Янг             | 6:36  |
| 4                               | Оуэн Харт и Ёкодзуна (с Мистером Фудзи и Джимом Корнеттом) победили «Дымящиеся пушки» (Билли Ганн и Барт Ганн) (c) | Командный матч за титул командных чемпионов WWF            | 9:42  |
| 5                               | Брет Харт победил Боба Бэклунда | Матч I Quit, специальный рефери — Родди Пайпер             | 9:34  |
| 6                               | Дизель (c) (с Памелой Андерсон) победил Шона Майклза (с Сидом и Дженни Маккарти) | Одиночный матч за титул чемпиона WWF                       | 20:35 |
| 7                               | Лоуренс Тейлор (с Карлом Бэнксом, Рикки Джексоном, Стивом Макмайклом, Кеном Нортоном-младшим, Крисом Спилманом и Реджи Уайтом) победил Бам Бама Бигелоу (с Кинг-Конгом Банди, Тедом Дибиаси, Камой, Ирвином Р. Шистером, Татанкой и Николаем Волковым) | Одиночный матч, специальный рефери — Пат Паттерсон         | 11:42 |
| - (ч) – чемпион на начало матча | |                                                            |       |